# Michigan Stadium
O Michigan Stadium, apelidado The Big House, é um estádio de futebol americano localizado em Ann Arbor, Michigan, Estados Unidos, é a casa do time de futebol americano universitário do Michigan Wolverines pertencente a Universidade de Michigan. Tem capacidade para 107.601 pessoas, é atualmente o maior estádio dos Estados Unidos e o segundo maior do mundo.
Ele foi construído em 1927, sob o custo de$950.000 dólares e sua capacidade inicial era de 72.000 pessoas. Antes de jogar futebol no estádio, os "Wolverines" (time do universidade) chegaram a jogar no Ferry Field. Hoje, o Michigan Stadium tem uma capacidade oficial para 106.201 pessoas, devido as reformas feitas para a temporada 2008. Normalmente, o estádio chega a uma capacidade de 107.501 espectadores. Os jogos de futebol americano chega a ultrapassar 111.000 espectadores, sendo que o maior público que o estádio já teve foi de 115,109 espectadores, para o campeonato da NCAA, em 07 de setembro de 2013, em um jogo contra Notre Dame.